# Oreobates ayacucho
Oreobates ayacucho es una especie de anfibio anuro de la familia Craugastoridae.

## Distribución geográfica
Esta especie es endémica de la provincia de La Mar en la región de Ayacucho, Perú. Habita en las cercanías de Rapi por encima de los 3000 m de altitud en la cordillera de Vilcabamba.

## Descripción
El holotipo femenino mide 29.2 mm y los machos miden de 19.0 a 25.0 mm.

## Etimología
Esta especie lleva su nombre en referencia al lugar de su descubrimiento, la región de Ayacucho.

## Publicación original
- Lehr, 2007 : New eleutherodactyline frogs (Leptodactylidae: Pristimantis, Phrynopus) from Peru. Bulletin of the Museum of Comparative Zoology, vol. 159, n.º 2, p. 145-178[5]